# جورج بلیس
جورج بلیس (انگلیسی: George Bellis; ۸ ژوئن ۱۹۰۴ – 1969 (aged 64)) بازیکن فوتبال اهل بریتانیا بود.
از باشگاه‌هایی که در آن بازی کرده‌است می‌توان به باشگاه فوتبال ای‌اف‌سی بورنموث، باشگاه فوتبال ولورهمپتون واندررز، باشگاه فوتبال ساوتپورت، باشگاه فوتبال برنلی، باشگاه فوتبال فورمبی، و باشگاه فوتبال ورکسام اشاره کرد.